# Hokejsko Drsalno Društvo Jesenice
L'Hokejsko drsalno društvo Jesenice, meglio noto semplicemente come HDD Jesenice, è una squadra di hockey su ghiaccio slovena. Nata nel 2013 dalle ceneri dell'Hokejski Klub Jesenice, oltreché nel campionato sloveno la squadra ha militato nelle sue prime tre stagioni in Inter-National-League, mentre dal 2016 milita in Alps Hockey League.

## Rivalità
Gli storici rivali sono i connazionali del HK Olimpija. Si tratta di uno dei derby più disputati per numero di incontri e tra i più caldi del panorama hockeistico europeo.

## Palmarès
- Slovenska hokejska liga: 4

2014-2015, 2016-2017, 2017-2018, 2020-2021
- Alps Hockey League: 1

2022-2023